# Пам'ятник Нізамі Гянджеві (Ташкент)
Пам'ятник Нізамі Гянджеві — пам'ятник видатному поету, класику перської поезії Нізамі Гянджеві, розташований в столиці Узбекистану, в місті Ташкент, на площі біля Ташкентського державного педагогічного університету імені Нізамі, біля парку імені Бабура. Скульптором пам'ятника є Ільхам Джаббаров, архітектором — Валерій Акопжанян.
Пам'ятник був встановлений 23 березня 2004 року. В урочистій церемонії відкриття пам'ятника брали участь президент Азербайджану Ільхам Алієв і президент Узбекистану Іслам Карімов.
Пам'ятник являє собою бюст Нізамі Гянджеві, який зображає поета в східному вбранні з тюрбаном на голові і тримає в лівій руці книгу, а праву — у грудях. На постаменті на узбецькому (узб. Nızomıy Ganjavıy) і азербайджанською (азерб. Nizami Gəncəvi) написано ім'я поета і вказані роки його народження і смерті.